# Springfield (Dakota du Sud)
Pour les articles homonymes, voir Springfield.
Springfield est une municipalité américaine située dans le comté de Bon Homme, dans l'État du Dakota du Sud. Selon le recensement de 2010, elle compte 1 989 habitants. La municipalité s'étend sur 1,01 milles carrés (2,62 km2).
La ville doit son nom à ses nombreuses sources (springs en anglais). La municipalité de Springfield est créée en 1862 par la législature du territoire du Dakota, mais elle est vite abandonnée. Springfield reprend vie en 1869 lorsqu'elle est rachetée par le gouverneur John A. Burbank (en). Elle redevient une municipalité dix ans plus tard, en 1879.

## Démographie
| 1880 | 1890 | 1900 | 1910 | 1920 | 1930 |
| ---- | ---- | ---- | ---- | ---- | ---- |
| 235  | 302  | 525  | 675  | 719  | 881  |

| 1940 | 1950 | 1960  | 1970  | 1980  | 1990 |
| ---- | ---- | ----- | ----- | ----- | ---- |
| 667  | 801  | 1 194 | 1 566 | 1 377 | 834  |

| 2000 | 2010  | - | - | - | - |
| ---- | ----- | - | - | - | - |
| 792  | 1 989 | - | - | - | - |